# Ацели
Безкишкові турбелярії, аце́ли (Acoela) — клас двобічно-симетричних тварин, який належить до типу Ацеломорфи. Раніше його відносили до класу Турбелярії.

## Класифікація
Клас включає в себе 21 родину, 106 родів та 388 видів:
- Родина Actinoposthiidae
  - Рід Actinoposthia
  - Рід Archactinoposthia
  - Рід Atriofronta
  - Рід Childianea
  - Рід Microposthia
  - Рід Paractinoposthia
  - Рід Paraproporus
  - Рід Pelophila
  - Рід Philactinoposthia
  - Рід Pseudactinoposthia
  - Рід Tetraposthia
- Родина Anaperidae
  - Рід Achoerus
  - Рід Anaperus
  - Рід Paranaperus
  - Рід Philachoerus
  - Рід Praeanaperus
  - Рід Pseudanaperus
- Родина Antigonariidae
  - Рід Antigonaria
- Родина Antroposthiidae
  - Рід Adenopea
  - Рід Antroposthia
  - Рід Convoluella
  - Рід Unantra
- Родина Childiidae
  - Рід Childia
- Родина Convolutidae
  - Рід Amphiscolops
  - Рід Brachypea
  - Рід Conaperta
  - Рід Convoluta
  - Рід Haplodiscus
  - Рід Heterochaerus
  - Рід Neochildia
  - Рід Oligochoerus
  - Рід Oxyposthia
  - Рід Picola
  - Рід Polychoerus
  - Рід Praesagittifera
  - Рід Stomatricha
  - Рід Waminoa
  - Рід Wulguru
- Родина Dakuidae
  - Рід Daku
- Родина Diopisthoporidae
  - Рід Diopisthoporus
- Родина Hallangiidae
  - Рід Aechmalotus
  - Рід Hallangia
- Родина Haploposthiidae
  - Рід Adenocauda
  - Рід Afronta
  - Рід Deuterogonaria
  - Рід Exocelis
  - Рід Haplogonaria
  - Рід Haploposthia
  - Рід Kuma
  - Рід Parahaplogonaria
  - Рід Parahaploposthia
  - Рід Pseudohaplogonaria
  - Рід Pseudokuma
  - Рід Simplicomorpha
- Родина Hofsteniidae
  - Рід Hofstenia
  - Рід Hofsteniola
  - Рід Marcusiola
- Родина Isodiametridae
  - Рід Alluna
  - Рід Ancylocirrus
  - Рід Aphanostoma
  - Рід Archaphanostoma
  - Рід Avagina
  - Рід Baltalimania
  - Рід Bursosaphia
  - Рід Diatomovora
  - Рід Faerlea
  - Рід Haplocelis
  - Рід Isodiametra
  - Рід Otocelis
  - Рід Postaphanostoma
  - Рід Praeaphanostoma
  - Рід Praeconvoluta
  - Рід Proaphanostoma
  - Рід Proconvoluta
  - Рід Pseudaphanostoma
  - Рід Pseudoposthia
  - Рід Raphidophallus
  - Рід Rimicola
- Родина Mecynostomidae
  - Рід Eumecynostomum
  - Рід Limnoposthia
  - Рід Mecynostomum
  - Рід Neomecynostomum
  - Рід Paramecynostomum
  - Рід Philomecynostomum
  - Рід Postmecynostomum
  - Рід Stylomecynostomum
- Родина Nadinidae
  - Рід Nadina
- Родина Otocelididae
  - Рід Archocelis
  - Рід Haplotestis
  - Рід Notocelis
  - Рід Philocelis
  - Рід Posticopora
- Родина Paratomellidae
  - Рід Hesiolicium
  - Рід Paratomella
- Родина Polycanthiidae
  - Рід Polycanthus
- Родина Proporidae
  - Рід Proporus
- Родина Sagittiferidae
  - Рід Antrosagittifera
  - Рід Convolutriloba
  - Рід Praesagittifera
  - Рід Sagittifera
  - Рід Symsagittifera
- Родина Solenofilomorphidae
  - Рід Endocincta
  - Рід Fusantrum
  - Рід Myopea
  - Рід Oligofilomorpha
  - Рід Solenofilomorpha
- Родина Taurididae
  - Рід Taurida